# Adolf Schuch
Adolf Szuch (Schuch) (ur. 16 czerwca 1792 w Warszawie, zm. 1 grudnia 1880 tamże) – architekt, oficer wojsk Królestwa Polskiego.

## Życiorys
Syn Jana Chrystiana Schucha h. Pracydar i jego żony Ludwiki z d. Wolska. Ojciec jego był nadwornym ogrodnikiem saskich władców oraz królewskim architektem. Nauki elementarne młody Adolf pobierał w szkole przy zborze ewangelicko-augsburskim oraz Szkole Elementarnej Artylerii i Inżynierii (działającej w latach 1809–1813). Następnie pracował przy budowie twierdzy modlińskiej.
W 1817 wyjechał na studia do Paryża. Zwiedził m.in. półwysep Apeniński, Rzym, Mediolan i Florencję. W 1824 powrócił do kraju i został mianowany budowniczym miasta Warszawy.
Brał udział w powstaniu listopadowym służąc w Gwardii Narodowej jako porucznik baterii artylerii. W styczniu 1831 został wiceprezydentem powstańczej Warszawy, któremu podlegała ówczesna policja.
W ramach represji popowstaniowych władze zaborcze skonfiskowały mu folwark mokotowski. 
Został pochowany na cmentarzu ewangelickim (aleja 7, grób 15).

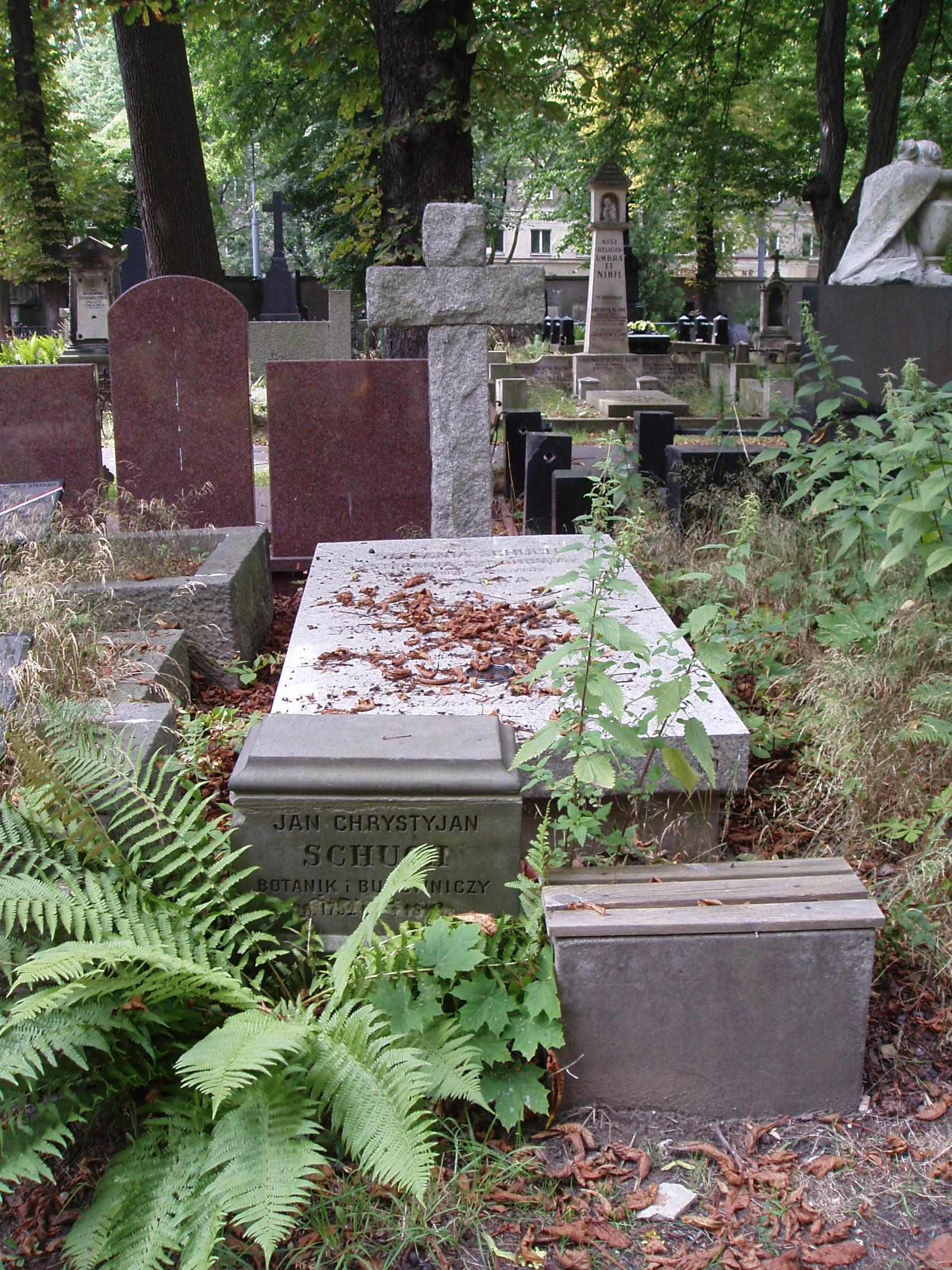
Groby Schuchów na cmentarzu ewangelicko-augsburskim w Warszawie

## Życie prywatne
Z żoną Elżbietą Wiktorią z d. Fukier miał dwóch synów: Floriana Adolfa Dionizego i Władysława Teofila Grzegorza. 

## Ważniejsze prace
- prace przy wznoszeniu budynku Teatru Wielkiego w Warszawie,
- projekt przebudowy pałacu Mniszchów,
- projekt hotelu Krakowskiego w Warszawie,
- domy mieszkalne:
  - Wernerów ul. Długa 16,
  - ul. Wierzbowa 2,
  - Wilhelma Malcza przy Krakowskim Przedmieściu,
  - al. Szucha 64,
- młyn parowy na Solcu,
- budynki zboru warszawskiego,
- kaplica Halpertów na cmentarzu ewangelicko-augsburskim[3].